# 解答
| ウィキペディアには「解答」という見出しの百科事典記事はありません（タイトルに「解答」を含むページの一覧/「解答」で始まるページの一覧）。 代わりにウィクショナリーのページ「解答」が役に立つかもしれません。 |